# تشوكليت بايو
تشوكليت بايو (بالإنجليزية: Chocolate Bayou)‏ هي مدينة أمريكية تقع في ولاية تكساس.